# Plaque du Groenland
La plaque du Groenland est une plaque tectonique hypothétique du Groenland. Elle serait délimitée à l'Ouest par le détroit de Nares, siège probable d'une faille transformante, au Sud-Ouest par la faille transformante de l'Ungava, située sous le détroit de Davis, au Sud-Est par la dorsale médio-atlantique, et au Nord-Est par la dorsale de Gakkel. La frontière Nord-Ouest est toujours incertaine. Des scientifiques danois pensent qu'elle s'étend le long de la dorsale de Lomonossov.

## Géologie
Le craton du Groenland est construit à partir des roches parmi les plus vieilles de la Terre. En effet, la ceinture de roches vertes Isua (en), située au Sud-Ouest du Groenland, possède des roches âgées de 3,7 à 3,8 milliards d'années.
La couche précambrienne du Groenland est partie intégrante du plateau laurentien, situé au cœur de la plaque nord-américaine. Le Groenland s'est formé à partir de deux mouvements de rifts de la plaque nord-américaine. Le premier s'est produit lors du Crétacé et a notamment formé la mer de Baffin, située à la frontière Nord-Ouest du rift océanique du Nord Atlantique-Labrador qui a commencé sa formation il y a environ 140 millions d'années au début du Crétacé. Par la suite, il y a environ 69 millions d'années, la mer du Labrador a commencé à se former lors du Maastrichtien. Le fond océanique semble cependant avoir cessé sa progression lors de l'Oligocène, il y a 30 à 35 millions d'années. Des liens entre la tectonique canadienne et groenlandaise ont été suggérés, mais ces derniers sont encore mal compris,.

## Activité sismique et questionnement
Après la fermeture du rift du Nord Atlantique-Labrador, les déplacements du Groenland se sont effectués en phase avec ceux de l'Amérique du nord. La question à savoir si la plaque du Groenland peut toujours être considérée comme séparée de la plaque nord-américaine demeure ouverte,. La zone entre le Groenland et l'île de Baffin est géologiquement très active, étant l'épicentre de nombreux séismes dont un d'une magnitude de 7,3 en 1933 (en). Cependant, jusqu'ici, personne n'a été apte à relier cette activité sismique avec une structure géologique particulière, certains ayant suggéré un rebond post-glaciaire,.